# Nagrada Zvane Črnja
Nagrada Zvane Črnja, hrvatska je književna nagrada koja se dodjeljuje za najbolju hrvatsku knjigu eseja. Dodjeljuje se jednom godišnje u spomen na hrvatskoga književnika, kulturologa i publicista Zvana Črnju. Nagrada se sastoji od plakete i novčanog iznosa, a utemeljena je 2007. godine u sklopu manifestacije Pulski dani eseja. Natječaj raspisuju i nagradu dodjeljuju Društvo hrvatskih književnika i Istarski ogranak DHK-a.

## Dobitnici
- 2007.: Tomislav Žigmanov, za Minimum in maximis - zapisi s ruba o nerubnome.
- 2008.: Mirko Tomasović, za Nove slike iz povijesti hrvatske književnosti.
- 2009.: Roman Karlović, za Melankolija imperija.
- 2010.: Dean Duda, za Hrvatski književni bajkomat.
- 2011.: Marko Pogačar, za Atlas glasova: Antieseji.
- 2012.: Dunja Detoni Dujmić, za Lijepi prostori.[3]
- 2013.: Marko Grčić, za Slijepi Argus.[4]
- 2014.: Pavao Pavličić, za Narodno veselje.
- 2015.: Marina Šur Puhlovski, za Književnost me iznevjerila: (Eseji s margine).
- 2016.: Ivica Matičević, za Mjera za priču: Književnokritički ogledi o suvremenoj hrvatskoj prozi.
- 2017.: Jelena Lužina, za Marija Crnobori: eseji o fragmentima.
- 2018.: Damir Barbarić, za Putokazi.
- 2019.: Zlatko Kramarić, za Sat hrvatskog, re:vizija prošlih sjećanja.
- 2020.: Leo Rafolt, za Virus in fabula.
- 2021.: Božica Jelušić, za Kajogledi, vnebogledi.[5]
- 2022.: Božidar Petrač, za Čitanje tradicije – Kroatološke teme.[6]
- 2023.: Dragutin Lučić Luce, za Niti-Niti.[7]
- 2024.: Žarko Paić, za Knjigu lutanja.[8]

## Vanjske poveznice
- DHK: Nagrada "Zvane Črnja"  Arhivirana inačica izvorne stranice od 24. listopada 2012. (Wayback Machine)